# WTA Tour Championships 2012
Il WTA Tour Championships 2012 (conosciuto anche come Sony Ericsson Championships) si è giocato ad Istanbul, in Turchia dal 23 al 28 ottobre. Il torneo si è tenuto al Sinan Erdem Dome.
Il Masters femminile, dotato di un montepremi di 4.900.000 dollari, ha visto in campo le migliori otto giocatrici di singolare della stagione, divise in due gironi (con la formula del round robin).

## Qualificate

### Singolare
| Ranking | Giocatrice          | Punti  | Tornei | Data qualificazione |
| ------- | ------------------- | ------ | ------ | ------------------- |
| 1       | Viktoryja Azaranka  | 10 190 | 17     | 6 settembre         |
| 2       | Marija Šarapova     | 9 115  | 16     | 6 settembre         |
| 3       | Serena Williams     | 7 900  | 14     | 10 settembre        |
| 4       | Agnieszka Radwańska | 7 095  | 21     | 24 settembre        |
| 5       | Angelique Kerber    | 5 470  | 20     | 4 ottobre           |
| 6       | Petra Kvitová       | 5 215  | 19     | 4 ottobre           |
| 7       | Sara Errani         | 4 855  | 22     | 4 ottobre           |
| 8       | Na Li               | 4 726  | 17     | 5 ottobre           |

Il 6 settembre si qualificano le prime tenniste per il masters femminile, Viktoryja Azaranka e Marija Šarapova nel singolare e la coppia italiana Errani-Vinci nel doppio.
Viktoryja Azaranka inizia la stagione con la vittoria del torneo di Sydney contro Na Li per 6-2, 1-6, 6-3. Prosegue vincendo a sorpresa il suo primo torneo del Grande Slam, gli Australian Open battendo in finale Marija Šarapova 6-3, 6-0 e conquistando così la prima posizione della classifica. Continua la sua striscia di vittorie conquistando il Qatar Total Open senza perdere nemmeno un set e sconfiggendo in finale Samantha Stosur per 6-1, 6-2. Vince il quarto titolo dell'anno sconfiggendo nella finale dei BNP Paribas Open nuovamente la Šarapova per 6-2, 6-3. La sua strisce di vittorie termina nei quarti di finale dei Sony Ericsson Open sconfitta da Marion Bartoli con un doppio 3-6. Nella stagione sulla terra conquista due finali, al Porsche Tennis Grand Prix e Mutua Madrid Open dove viene però sconfitta rispettivamente dalla Šarapova per 1-6, 4-6 e da Serena Williams per 1-6, 3-6 e agli Open di Francia viene sconfitta al quarto turno da Dominika Cibulková 2-6, 6(4)–7 perdendo così la testa della classifica. Inizia il Torneo di Wimbledon come seconda testa di serie raggiunge la semifinale, viene sconfitta dalla futura vincitrice Serena Williams per 3-6, 6(6)–7 ma nonostante ciò riesce comunque a riconquistare la prima posizione in classifica. Alle olimpiadi estive riesce a conquistare una storica medaglia di bronzo per la bielorussia dopo aver perso la semifinale contro Serena Williams per 1-6, 2-6 e aver sconfitto nella finalina Marija Kirilenko 3-6, 4-6. Parte come prima testa di serie agli US Open dove riesce a raggiungere la sua prima finale sconfiggendo in serie la campionessa uscente Stosur nei quarti di finale e nuovamente la Šarapova in semifinale ma perdendo la finale contro Serena Williams 2–6, 6–2, 5–7.

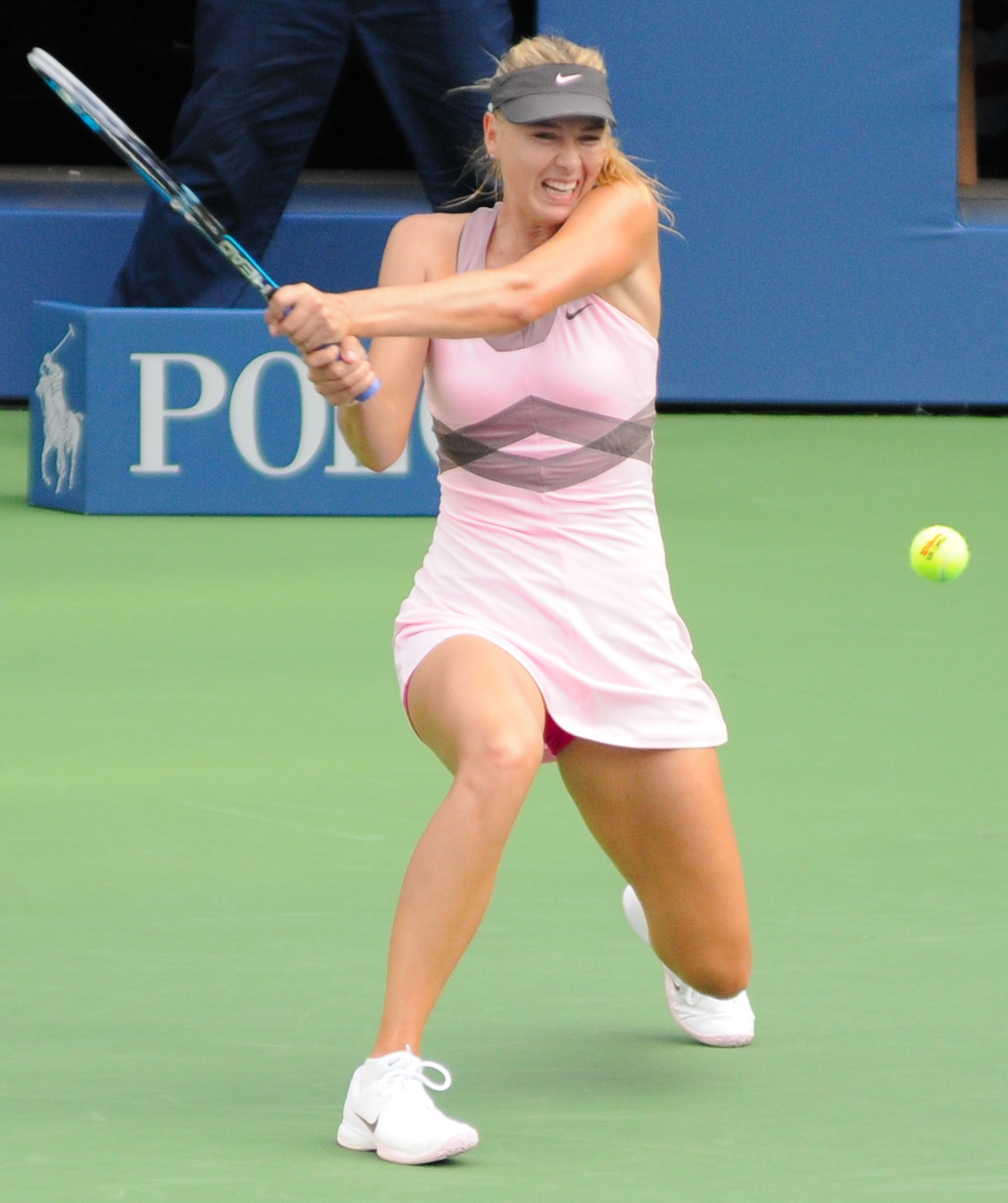
Marija Šarapova completa il carreer slam vince il Roland Garros

Marija Šarapova inizia la stagione con la finale degli Australian Open dove viene sconfitta a sorpresa da Viktoryja Azaranka, alla sua prima finale di uno slam per 3–6, 0–6., Viene poi nuovamente sconfitta dalla Azaranka nella finale del BNP Paribas Open col punteggio 2-6, 3-6, e da Agnieszka Radwańska, 5-7, 4-6 nella finale del Sony Ericsson Open. Vince il primo titolo dell'anno sconfiggendo l'Azarenka nella finale del Porsche Tennis Grand Prix per 6-1, 6-4.  Vince inoltre gli Internazionali BNL d'Italia, sconfiggendo Na Li in finale per 4-6, 6-4, 7–6(5). Trionfa anche agli Open di Francia sconfiggendo Sara Errani in finale per 6-3, 6-2 completando così il carreer slam e riconquistando la prima posizione in classifica. Inizia quindi Wimbledon come testa di serie numero uno ma perde a sorpresa al quarto turno contro Sabine Lisicki per 4-6, 3-6. Alle olimpiadi raggiunge la finale ma viene distrutta da Serena Williams 0–6, 1–6, conquistando quindi la medaglia d'argento. Agli US Open raggiunge le semifinali dove viene però sconfitta dalla Azarenka.
Il 10 settembre viene assegnato il terzo posto disponibile a Serena Williams.

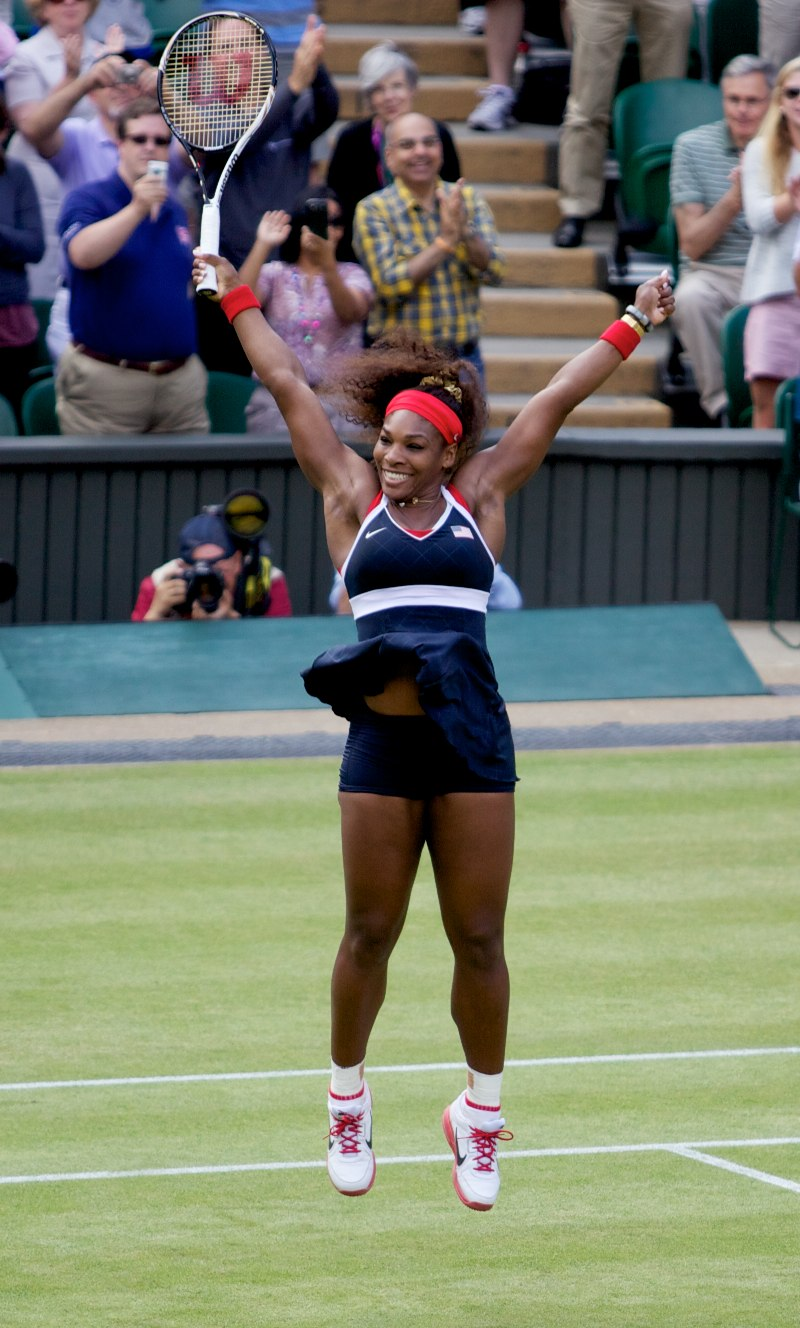
Serena Williams domina l'ultima parte della stagione vincendo l'oro olimpico e gli ultimi due slam

Serena Williams si infortuna all'anca nel primo torneo del 2012, Brisbane, e perde al quarto turno degli Australian Open contro Ekaterina Makarova 2-6, 3-6. Sulla terra, vince il primo titolo dal 2008 al Family Circle Cup, perdendo solo 15 games e sconfiggendo in finale Lucie Šafářová per 6-0, 6-1. Vince anche il Mutua Madrid Open sconfiggendo Viktoryja Azaranka per 6-1, 6-3. Arriva agli Open di Francia come favorita ma perde a sorpresa contro Virginie Razzano al primo turno per 6-4, 6(5)–7, 3-6. Questa è la prima sconfitta nel primo turno di uno slam in carriera. Si riprende nella seconda parte della stagione trionfando a Wimbledon sconfiggendo Agnieszka Radwańska in finale per 6-1, 5-7, 6-2. La settimana seguente difende il titolo al Bank of the West Classic, sconfiggendo in finale Coco Vandeweghe per 7-5, 6-3. Trionfa anche alle olimpiadi distruggendo in finale Marija Šarapova per 6–0, 6–1 e perdendo soltanto 17 games in tutta la competizione. Con questa vittoria diventa la seconda giocatrice dopo Steffi Graf a completare il Grande Slam d'Oro in singolare. La sua striscia di 19 match vinti finisce al Western & Southern Open sconfitta da Angelique Kerber. Agli US Open, raggiunge la finale perdendo solo 19 games. In finale sconfigge Viktoryja Azaranka per 6–2, 2–6, 7–5 conquistando così il secondo titolo di uno slam dell'anno e il quindicesimo in carriera.
Il 24 settembre Agnieszka Radwańska diventa la quarta giocatrice a qualificarsi.

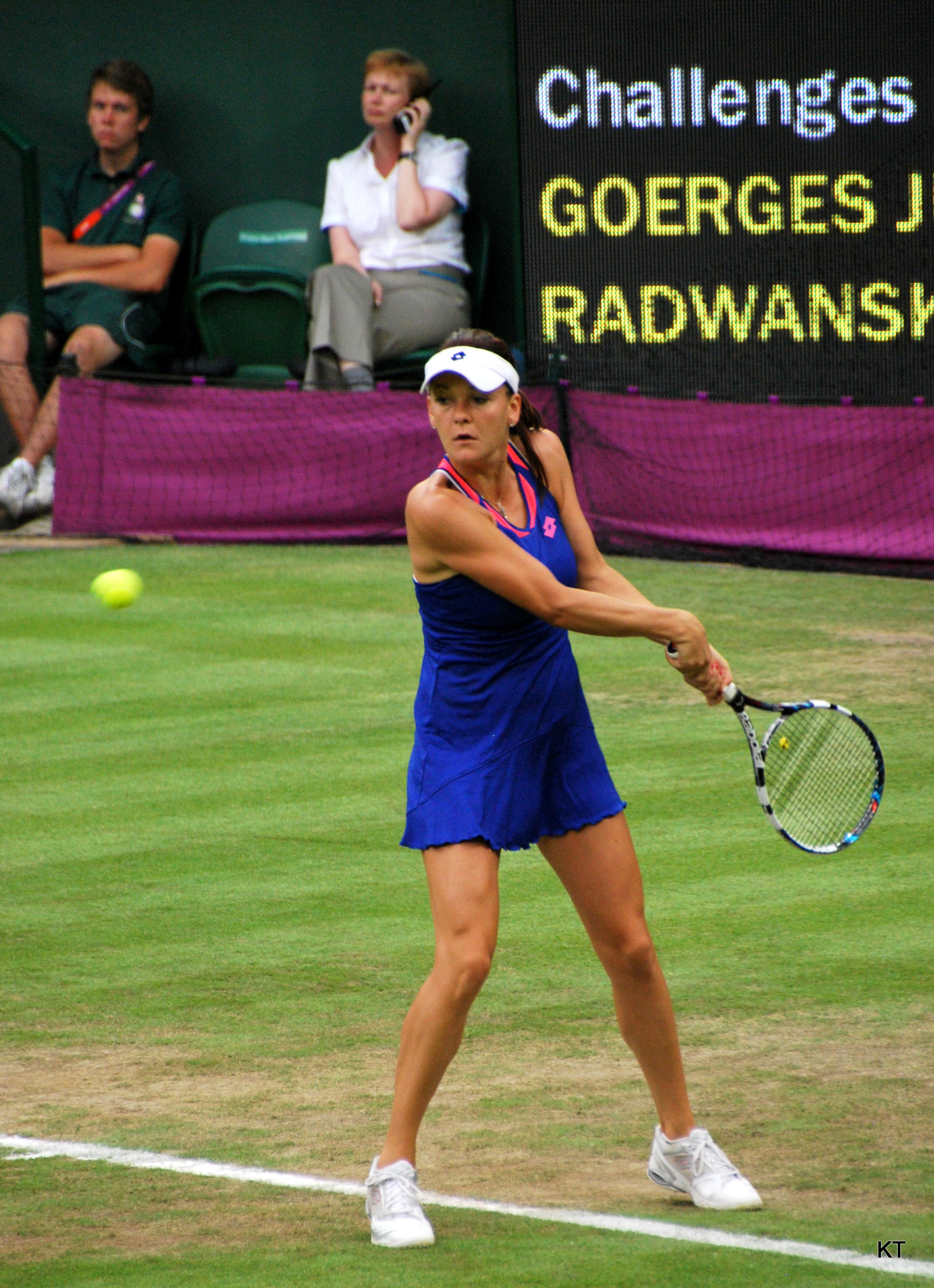
Agnieszka Radwańska raggiunge la sua prima finale di uno slam

Agnieszka Radwańska inizia la stagione raggiungendo la semifinale agli Apia International Sydney e i quarti di finale agli Australian Open sconfitta in entrambe le occasioni da Viktoryja Azaranka. Vince il primo titolo al Dubai Tennis Championships sconfiggendo in finale Julia Görges per 7-5, 6-4. Il suo secondo titolo arriva col successo in finale dei Sony Ericsson Open su Marija Šarapova per 7-5, 6-4. Nei tornei preparativi all'Open di Francia, raggiunge due semifiniale ma, delude agli Internazionali d'Italia dove perde nel suo primo incontro contro Petra Cetkovská per 4-6, 6-4, 1-6. Si riscatta vincendo il Brussels Open battendo in finale Simona Halep 7-5, 6-0. All'Open di Francia viene sconfitta da Svetlana Kuznecova nel terzo turno per 1-6, 2-6. A Wimbledon, cede solamente a Serena Williams in finale per 1-6, 7-5, 2-6. Agli US Open viene sconfitta a sorpresa nel quarto turno da Roberta Vinci per 1-6, 4-6. Raggiunge inoltre la finale del Toray Pan Pacific Open, dove non riesce però a difendere il titolo conquistato l'anno precedente cedendo contro Nadia Petrova 0-6, 6-1, 3-6.
Il 4 ottobre vengono assegnati tre nuovi posti, ad Angelique Kerber, Petra Kvitová, e Sara Errani.

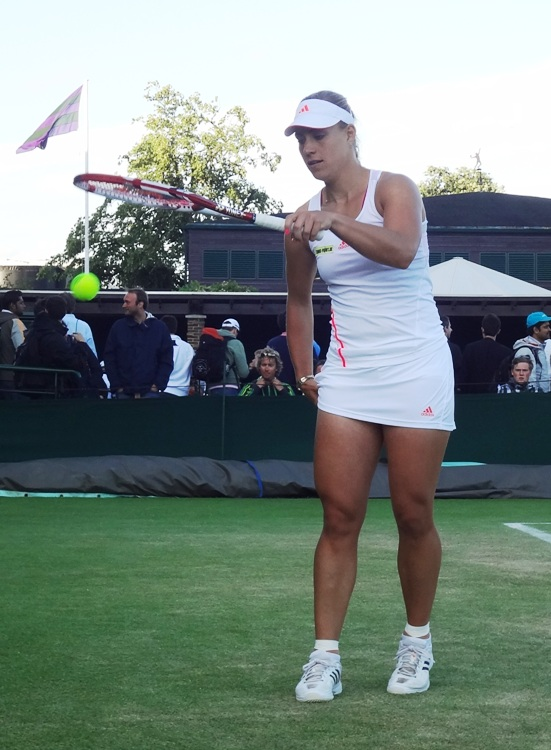
Angelique Kerber si qualifica per la prima volta

Angelique Kerber ha la sua migliore stagione. Raggiunge due semifinali nei tornei di preparazione agli Australian Open dove viene sconfitta al terzo turno da Marija Šarapova, 1-6, 2-6. Vince il suo primo titolo in carriera all'Open GDF Suez sconfiggendo Marion Bartoli, 7–6³, 5–7, 6–3. Vince inoltre l'e-Boks Open, sconfiggendo Caroline Wozniacki, 6–4, 6–4. Agli Open di Francia viene sconfitta nei quarti di finale da Sara Errani 3-6, 6²-7. A Wimbledon, raggiunge la sua seconda semifinale di uno slam perdendo contro Agnieszka Radwańska, 3-6, 4-6. Allo Western & Southern Open raggiunge la sua quarta finale dell'anno perdendo però contro Na Li, per 1-6, 6-3, 1-6. Agli US Open viene nuovamente sconfitta dalla Errani nel quarto turno per 6(5)–7, 3-6.

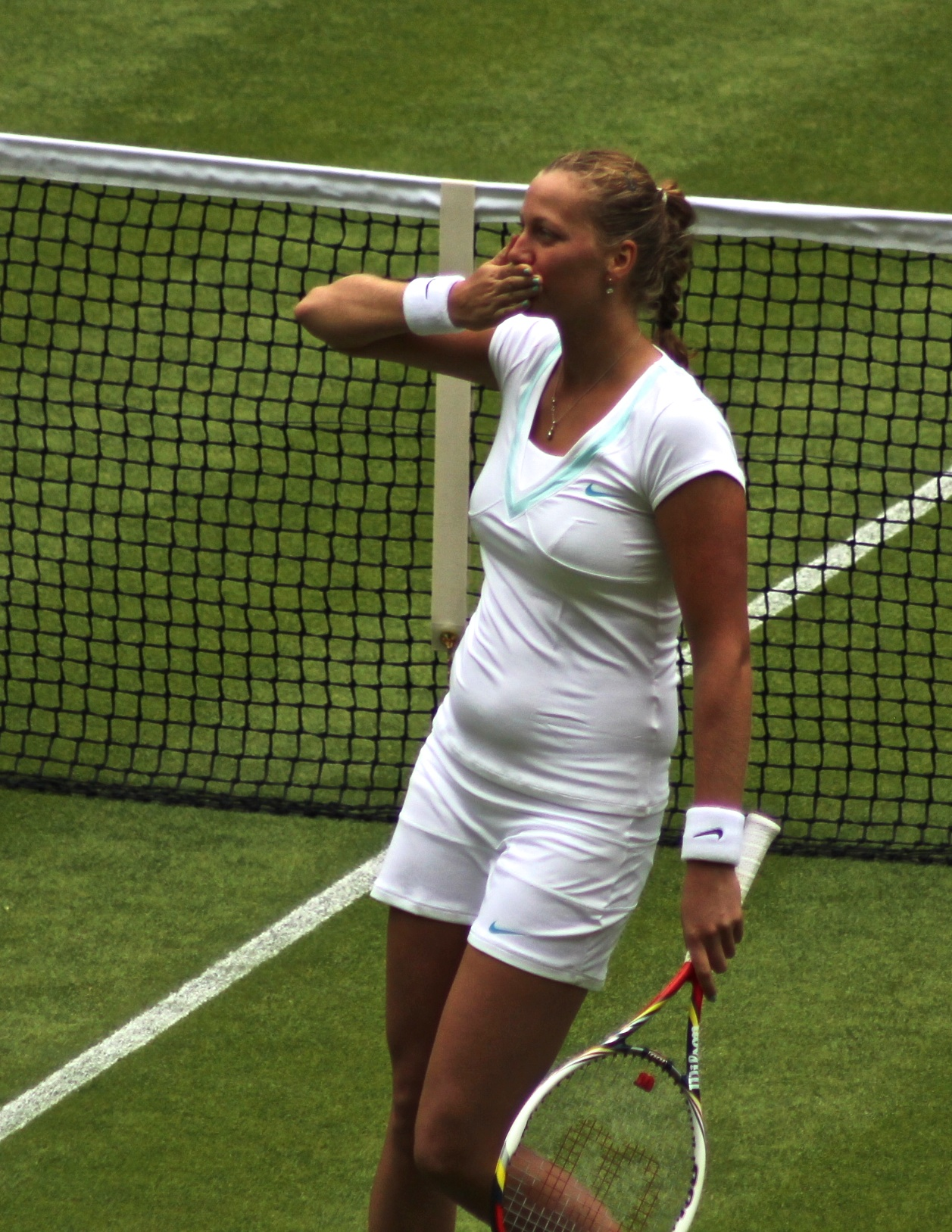
Petra Kvitová raggiunge le semifinali di due slam

Petra Kvitová inizia l'anno vincendo la Hopman Cup con Tomáš Berdych contro la coppia francese Marion Bartoli e Richard Gasquet. Agli Australian Open, raggiunge la semifinale, perdendo contro Marija Šarapova, 2-6, 6-3, 4-6. Agli Open di Francia riesce nuovamente a raggiungere la semifinale ma è ancora la Šarapova a sbarrarle la strada per la finale. A Wimbledon come campionessa uscente delude, perdendo nei quarti di finale contro Serena Williams, 3-6, 5-7. Vince la Rogers Cup, sconfiggendo in finale Na Li per 7-5, 2-6, 6-3. Vince inoltre a New Haven, sconfiggendo in finale Marija Kirilenko per 7–6(9), 7-5.  Agli US Open, perde al quarto turno contro Marion Bartoli per 6-1, 2-6, 0-6.

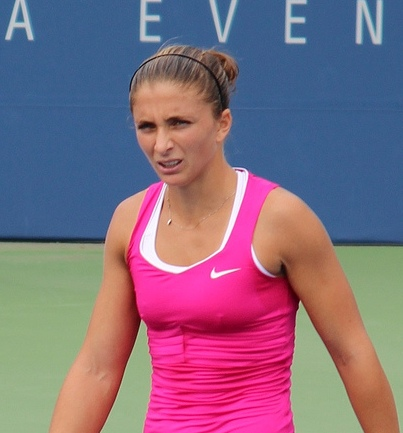
Sara Errani completa la sua miglior stagione qualificandosi per la prima volta al master di fine anno

Sara Errani ha la sua migliore stagione vincendo 4 titoli WTA. Raggiunge per la prima volta i quarti di finale di uno slam agli Australian Open, perdendo contro Petra Kvitová, 4-6, 4-6. Vince il primo titolo dell'anno all'Abierto Mexicano Telcel, sconfingendo Flavia Pennetta, 5–7, 7–6², 6–0. Vince il secondo titolo ai Barcelona Ladies Open sconfiggendo Dominika Cibulková, 6-2, 6-2. Ai Budapest Grand Prix, vince il terzo titolo dell'anno battendo Elena Vesnina, 7–5, 6–4. Agli Open di Francia, Sara riesce a raggiungere sorprendentemente la finale sconfiggendo nell'ordine la testa di serie numero dieci Angelique Kerber, 6-3, 7-6², la testa di serie numero sei Samantha Stosur, 7-5, 1-6, 6-3, prima di perdere contro Marija Šarapova, 3-6, 2-6. Entrando così nella top ten. A Wimbledon, Sara perde contro Jaroslava Švedova, 0-6, 4-6, nel terzo turno. Vince poi il quarto titolo dell'anno agli Internazionali Femminili di Palermo sconfiggendo Barbora Záhlavová-Strýcová per 6-1, 6-3. Agli US Open, raggiunge la semifinale, dove perde contro Serena Williams, 1-6, 2-6.
Il 5 ottobre, dopo aver raggiunto le semifinali dei China Open, Na Li diventa l'ultima qualificata.

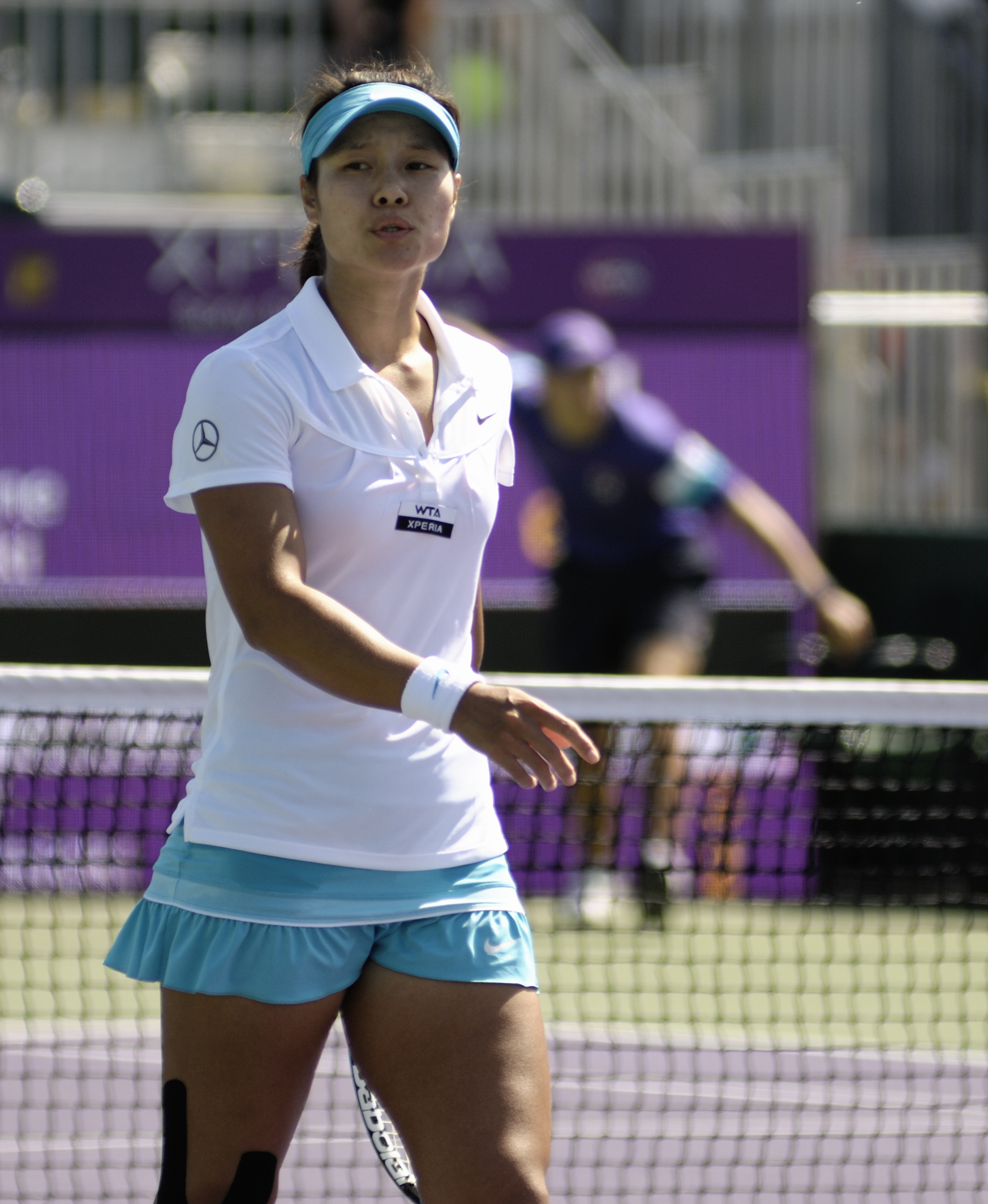
Na Li vince un titolo su quattro finali

Na Li inizia l'anno raggiungendo la finale all'Apia International Sydney, perdendo contro Viktoryja Azaranka per 2-6, 6-1, 3-6. Agli Australian Open, perde contro Kim Clijsters al quarto turno, 6-4, 6(6)–7, 4-6. Raggiunge la seconda finale agli Internazionali BNL d'Italia, perdendo contro Marija Šarapova, 6-4, 4-6, 6(5)–7. Agli Open di Francia come campionessa uscente, viene sconfitta da Jaroslava Švedova al quarto turno, 6-3, 2-6, 0-6. A Wimbledon, perde al secondo turno contro Sorana Cîrstea, 3-6, 4-6. Raggiunge inoltre la sua terza finale alla Rogers Cup, perdendo contro Petra Kvitová, 5-7, 6-2, 3-6. Vince il primo titolo dell'anno sconfiggendo Angelique Kerber allo Western & Southern Open per 1-6, 6-3, 6-1. Agli US Open viene sconfitta al terzo turno da Laura Robson, 4-6, 7–6(5), 2-6.

### Doppio
| Ranking | Giocatrici                       | Punti  | Tornei | Data qualificazione |
| ------- | -------------------------------- | ------ | ------ | ------------------- |
| 1       | Sara Errani Roberta Vinci        | 10,097 | 15     | 6 settembre         |
| 2       | Andrea Hlaváčková Lucie Hradecká | 7,100  | 13     | 10 settembre        |
| 3       | Liezel Huber Lisa Raymond        | 7,036  | 19     | 10 settembre        |
| 4       | Marija Kirilenko Nadia Petrova   | 5,005  | 11     | 20 ottobre          |

Il 6 settembre Sara Errani e Roberta Vinci sono la prima coppia a qualificarsi per il torneo di fine anno.
Sara Errani e Roberta Vinci hanno una stagione straordinaria vincendo otto titoli. Vincono i primi due titoli della stagione uno dopo l'altro, il Monterrey Open battendo in finale Kimiko Date-Krumm e Shuai Zhang 6-2, 7–6(6) e l'Abierto Mexicano Telcel battendo in finale  Lourdes Domínguez Lino e Arantxa Parra Santonja 6–2, 6–1. Vincono il terzo titolo battendo Flavia Pennetta e Francesca Schiavone per 6-0, 6-2 nella finale del Barcelona Ladies Open. Sulla terra vincono poi quattro titoli di fila, il Mutua Madrid Open 6–1, 3–6, [10–4] e gli Internazionali BNL d'Italia 6-2, 7-5 battendo entrambe le volte Ekaterina Makarova e Elena Vesnina, il loro primo slam ovvero gli Open di Francia 4–6, 6–4, 6–2 e gli UNICEF Open per 6–4, 3–6, [11–9], sconfiggendo entrambe le volte in finale Marija Kirilenko e Nadia Petrova. Concludono la stagione vincendo il loro ottavo titolo nonché secondo slam ovvero gli US Open battendo in finale Andrea Hlaváčková e Lucie Hradecká 6–4, 6–2. Raggiungono inoltre due finali agli Australian Open e ai Sony Ericsson Open dove vengono sconfitte rispettivamente da Svetlana Kuznecova e Vera Zvonarëva 7-5, 4-6, 3-6 e Marija Kirilenko e Nadia Petrova 7–6(0), 4–6, [10–4].
Il 10 settembre altre due coppie si qualificano per il torneo di fine anno, Hlaváčková-Hradecká e Huber-Raymond.
Andrea Hlaváčková e Lucie Hradecká hanno una fantastica stagione nel 2012, raggiungono sette finali vincendone tre. Vincono il primo titolo all'ASB Classic battendo in finale Julia Görges e Flavia Pennetta per 6²–7, 6–2, [10–7]. Il secondo titolo arriva con la vittoria in finale su Vera Duševina e Ol'ga Govorcova al Memphis International per 6–3, 6–4. Nella seconda parte della stagione raggiungono 5 finali di fila. La prima a Wimbledon dove vengono sconfitte dalle sorelle Serena e Venus Williams per 5–7, 4–6. La seconda alle olimpiadi dove vengono nuovamente sconfitte dalle Williams per 4–6, 4–6, vincendo così la medaglia d'argento. La terza al Western & Southern Open dove battono in finale Katarina Srebotnik e Jie Zheng per 6–1, 6–3. La settimana seguente raggiungono la finale del New Haven Open at Yale dove vengono sconfitte da Liezel Huber e Lisa Raymond per 6–4, 0–6, [4–10]. Raggiungono la seconda finale di uno slam agli US Open dove vengono però sconfitte da Sara Errani e Roberta Vinci col punteggio di 4–6, 2–6.
Liezel Huber e Lisa Raymond partono forte vincendo quattro titoli. Vincono l'Open GDF Suez battendo in finale Anna-Lena Grönefeld e Petra Martić per 7–6³, 6–1, il Qatar Ladies Open battendo in finale Raquel Kops-Jones e Abigail Spears per 6–3, 6–1. Inoltre vincono il Dubai Tennis Championships e il BNP Paribas Open battendo in finale entrambe le volte Sania Mirza e Elena Vesnina rispettivamente col punteggio 6–2, 6–1 e 6–2, 6–3. Alle olimpiadi estive, vengono sconfitte nella finale per il terzo-quarto posto da Marija Kirilenko e Nadia Petrova per 4–6, 6–4, 6–1. Non vincono altri titoli fino al New Haven Open at Yale battendo Andrea Hlaváčková e Lucie Hradecká per 4–6, 6–0, [10–4]. Arrivano in finale in altri tre tornei, all'Apia International Sydney dove perdono per mano di Květa Peschke e Katarina Srebotnik 1–6, 6–4, [11–13], all'AEGON Classic dove vengono sconfitte da Tímea Babos e Su-Wei Hsieh 5–7, 7–6², [8–10] e all'AEGON International dove si ritirano lasciando la vittoria a Nuria Llagostera Vives e María José Martínez Sánchez.
Il 20 ottobre la coppia costituita da Marija Kirilenko e Nadia Petrova si qualifica con l'ultimo posto disponibile.
Marija Kirilenko e Nadia Petrova hanno una buona stagione. Vincono il loro primo titolo al Sony Ericsson Open sconfiggendo in finale la coppia Errani-Vinci per 7–6(0), 4–6, [10–4]. Raggiungono la prima finale di uno slam agli Open di Francia dove vengono sconfitte da Sara Errani e  Roberta Vinci per 6-4, 4-6, 2-6., le italiane le sconfiggono nuovamente nella finale degli UNICEF Open per 4-6, 6-3, [9-11]. Alle olimpiadi estive, le russe conquistano la medaglia di bronzo sconfiggendo la coppia americana Huber-Raymond. Raggiungono inoltre la finale alla Kremlin Cup dove vengono sconfitte da Ekaterina Makarova e Elena Vesnina per 6-3, 1-6, [10-8].

## Gruppi
Nel gruppo rosso sono state inserite Viktoryja Azaranka, Serena Williams, Angelique Kerber e Na Li. Nel gruppo bianco si affrontano invece Marija Šarapova, Agnieszka Radwańska, Petra Kvitová e Sara Errani.

## Testa a testa
|   |                     | Azaranka | Šarapova | Williams | Radwańska | Kerber | Kvitová | Errani | Li  | Totale* |
| 1 | Viktoryja Azaranka  |          | 7–4      | 1–10     | 11–3      | 2–0    | 2–4     | 4–1    | 4–4 | 31–26   |
| 2 | Marija Šarapova     | 4–7      |          | 2–9      | 7–2       | 3–1    | 4–2     | 1–0    | 8–4 | 29–25   |
| 3 | Serena Williams     | 10–1     | 9–2      |          | 3–0       | 1–1    | 3–0     | 4–0    | 5–1 | 35–5    |
| 4 | Agnieszka Radwańska | 3–11     | 2–7      | 0–3      |           | 4–2    | 0–3     | 5–1    | 3–5 | 17–32   |
| 5 | Angelique Kerber    | 0–2      | 1–3      | 1–1      | 2–4       |        | 2–1     | 1–2    | 1–5 | 8–18    |
| 6 | Petra Kvitová       | 4–2      | 2–4      | 0–3      | 3–0       | 1–2    |         | 3–0    | 2–2 | 15–13   |
| 7 | Sara Errani         | 1–4      | 0–1      | 0–4      | 1–5       | 2–1    | 0–3     |        | 0–5 | 4–23    |
| 8 | Na Li               | 4–4      | 4–8      | 1–5      | 5–3       | 5–1    | 2–2     | 5–0    |     | 26–23   |

* aggiornato al 7 ottobre 2012

## Montepremi e punti
Il montepremi totale per il torneo è di 4.9 milioni di dollari americani.
| Turno                    | Singolare    | Doppio1   | Punti ³ |
| ------------------------ | ------------ | --------- | ------- |
| Campionessa              | +1 295 000 $ | 375 000 $ | +810    |
| Finalista                | +435 000 $   | 187 500 $ | +360    |
| Semifinalista            | +35 000 $    | 93 750 $  | -       |
| Round Robin (3 vittorie) | 455 000 $    | -         | 690     |
| Round Robin (2 vittorie) | 340 000 $    | –         | 530     |
| Round Robin (1 vittoria) | 225 000 $    | –         | 370     |
| Round Robin (0 vittorie) | 110 000 $    | –         | 210     |
| Alternates               | 50 000 $     | –         |         |

- 1 Montepremi per tutta la squadra.
- ² Montepremi per le semifinaliste del doppio
- ³ per ogni partita giocata nel round robin una giocatrice ottiene 70 punti automaticamente, e per ogni girone vinto ottiene 160 punti aggiunti

## Round Robin

### Giorno 1
| Incontri disputati nella Sinan Erdem Dome      | Incontri disputati nella Sinan Erdem Dome | Incontri disputati nella Sinan Erdem Dome | Incontri disputati nella Sinan Erdem Dome |
| Gruppo                                         | Vincitrice                                | Perdente                                  | Punteggio                                 |
| ---------------------------------------------- | ----------------------------------------- | ----------------------------------------- | ----------------------------------------- |
| Gruppo Bianco                                  | Agnieszka Radwańska [4]                   | Petra Kvitová [6]                         | 6-3, 6-2                                  |
| Gruppo Rosso                                   | Serena Williams [3]                       | Angelique Kerber [5]                      | 6-4, 6-1                                  |
| Gruppo Bianco                                  | Marija Šarapova [2]                       | Sara Errani [7]                           | 6-3, 6-2                                  |
| Il 1° match è iniziato alle 17:00 (ora locale) |                                           |                                           |                                           |

### Giorno 2
| Incontri disputati nella Sinan Erdem Dome      | Incontri disputati nella Sinan Erdem Dome | Incontri disputati nella Sinan Erdem Dome | Incontri disputati nella Sinan Erdem Dome |
| Gruppo                                         | Vincitrice                                | Perdente                                  | Punteggio                                 |
| ---------------------------------------------- | ----------------------------------------- | ----------------------------------------- | ----------------------------------------- |
| Gruppo Rosso                                   | Serena Williams [3]                       | Na Li [8]                                 | 7-6², 6-3                                 |
| Gruppo Rosso                                   | Viktoryja Azaranka [1]                    | Angelique Kerber [5]                      | 611-7, 7-6², 6-4                          |
| Gruppo Bianco                                  | Marija Šarapova [2]                       | Agnieszka Radwańska [4]                   | 5-7, 7-5, 7-5                             |
| Il 1° match è iniziato alle 17:00 (ora locale) |                                           |                                           |                                           |

### Giorno 3
| Incontri disputati nella Sinan Erdem Dome      | Incontri disputati nella Sinan Erdem Dome | Incontri disputati nella Sinan Erdem Dome | Incontri disputati nella Sinan Erdem Dome |
| Gruppo                                         | Vincitrice                                | Perdente                                  | Punteggio                                 |
| ---------------------------------------------- | ----------------------------------------- | ----------------------------------------- | ----------------------------------------- |
| Gruppo Rosso                                   | Na Li [8]                                 | Angelique Kerber [5]                      | 6-4, 6-3                                  |
| Gruppo Rosso                                   | Serena Williams [3]                       | Viktoryja Azaranka [1]                    | 6-4, 6-4                                  |
| Gruppo Bianco                                  | Sara Errani [7]                           | Samantha Stosur [9]                       | 6-3, 2-6, 6-0                             |
| Il 1° match è iniziato alle 17:00 (ora locale) |                                           |                                           |                                           |

### Giorno 4
| Incontri disputati nella Sinan Erdem Dome      | Incontri disputati nella Sinan Erdem Dome | Incontri disputati nella Sinan Erdem Dome | Incontri disputati nella Sinan Erdem Dome |
| Gruppo                                         | Vincitrice                                | Perdente                                  | Punteggio                                 |
| ---------------------------------------------- | ----------------------------------------- | ----------------------------------------- | ----------------------------------------- |
| Gruppo Bianco                                  | Marija Šarapova [2]                       | Samantha Stosur [9]                       | 6-0, 6-3                                  |
| Gruppo Bianco                                  | Agnieszka Radwańska [4]                   | Sara Errani [7]                           | 6-7, 7-5, 6-4                             |
| Gruppo Rosso                                   | Viktoryja Azaranka [1]                    | Na Li [8]                                 | 7-64, 6-3                                 |
| Il 1° match è iniziato alle 17:00 (ora locale) |                                           |                                           |                                           |

## Semifinali

### Giorno 5
| Incontri disputati nella Sinan Erdem Dome                 | Incontri disputati nella Sinan Erdem Dome | Incontri disputati nella Sinan Erdem Dome | Incontri disputati nella Sinan Erdem Dome |
| Gruppo                                                    | Vincitrice                                | Perdente                                  | Punteggio                                 |
| --------------------------------------------------------- | ----------------------------------------- | ----------------------------------------- | ----------------------------------------- |
| Semifinali doppio                                         | Andrea Hlaváčková [2] Lucie Hradecká [2]  | Liezel Huber Lisa Raymond                 | 7-66, 6-1                                 |
| Semifinali singolare 1                                    | Serena Williams [3]                       | Agnieszka Radwańska [4]                   | 6-2, 6-1                                  |
| Semifinali singolare                                      | Marija Šarapova [2]                       | Viktoryja Azaranka [1]                    | 6-4, 6-2                                  |
| Semifinali doppio                                         | Marija Kirilenko Nadia Petrova            | Sara Errani [1] Roberta Vinci [1]         | 1-6, 6-3, [10-4]                          |
| Il 1° match è iniziato alle 13:00 1 Non prima delle 15:00 |                                           |                                           |                                           |

## Finali

### Giorno 6
| Incontri disputati nella Sinan Erdem Dome                 | Incontri disputati nella Sinan Erdem Dome | Incontri disputati nella Sinan Erdem Dome | Incontri disputati nella Sinan Erdem Dome |
| Gruppo                                                    | Vincitrice                                | Perdente                                  | Punteggio                                 |
| --------------------------------------------------------- | ----------------------------------------- | ----------------------------------------- | ----------------------------------------- |
| Finale doppio                                             | Marija Kirilenko Nadia Petrova            | Andrea Hlaváčková [2] Lucie Hradecká [2]  | 6-1, 6-4                                  |
| Finale singolare1                                         | Serena Williams [3]                       | Marija Šarapova [2]                       | 6-4, 6-3                                  |
| Il 1° match è iniziato alle 14:30 1 Non prima delle 17:00 |                                           |                                           |                                           |

## Campioni

### Singolare
Serena Williams ha sconfitto in finale  Marija Šarapova con il punteggio di 6-4, 6-3.

### Doppio
Marija Kirilenko /  Nadia Petrova hanno sconfitto in finale  Andrea Hlaváčková /  Lucie Hradecká per 6-1, 6-4.